# Arjola Trimi
Arjola Trimi (Tirana, 15 marzo 1987) è una nuotatrice italiana, campionessa paralimpica, campionessa mondiale e tredici volte campionessa europea.

## Carriera
Albanese di nascita e trasferitasi a Milano all'età di due anni, è affetta da tetraplegia. Nuotatrice fin da bambina, si appassiona a questo sport nel 2012, durante le sessioni di idroterapia svolte in ospedale, per il senso di libertà che questo sport riesce a darle. Debutta in una competizione internazionale ai campionati mondiali di Montréal 2013, ottenendo 2 medaglie d'argento e 2 di bronzo.
L'anno successivo, ai campionati europei di Eindhoven 2014 migliora il suo bottino di medaglie, conquistando 3 ori ed un argento. Nel 2015, ai campionati mondiali di Glasgow ottiene una medaglia d'argento ed una di bronzo. Nel 2016 prende parte ai campionati europei di Funchal, dove nei primi 4 giorni di gare ottiene una medaglia d'oro, 2 d'argento ed una di bronzo.
Alle Paralimpiadi di Tokyo nel 2021, conquista i suoi primi ori olimpici vincendo la medaglia più preziosa nella gara dei 50 metri dorso categoria S3, e il giorno successivo quella dei 100m stile libero.
Vince anche la medaglia d'argento con la staffetta mista 4×50 stile libero insieme a Giulia Terzi, Luigi Beggiato e Antonio Fantin.

## Palmarès
| Giochi paralimpici          | 50 m st. libero S4 | 100 m st. libero S4 | 200 m st. libero S4 | 50 m dorso S4 | 50 m rana SB3  | 150 m misti SM4 | 4x50 m st libero 20 pts        | 4x50 m mista 20 pts             |
| 2016 Rio de Janeiro Brasile | Argento 40"51      | ---                 | ---                 | 5ª 54"03      | 6ª 1'07"69     | 5ª 2'57"91      | 4ª 2'33"16                     | ---                             |
| 2020 Tokyo Giappone         | Argento            | Oro                 | ---                 | Oro           | ---            | ---             | Argento                        | ---                             |
| Campionati mondiali IPC     | 50 m st libero S4  | 100 m st libero S4  | 200 m st libero S4  | 50 m dorso S4 | 50 m rana SB3  | 150 m misti SM4 | 4x50 m st libero 20 pts        | 4x50 m mista 20 pts             |
| 2013 Montréal Canada        | Argento 45"25      | Bronzo 1'38"02      | Bronzo 3'23"67      | ---           | ---            | ---             | Argento 3'08"71                | ---                             |
| 2015 Glasgow Regno Unito    | Argento 41"69      | ---                 | 4ª nelle batterie   | Oro 51"87     | 7ª 1'08"82     | 4ª 3'09"88      | 4ª 2'37"95                     | ---                             |
| 2019 Londra Regno Unito     | Oro                | Oro                 | ---                 | Bronzo        | ---            | Bronzo          | Argento                        | Argento                         |
| Campionati europei IPC      | 50 m st libero S4  | 100 m st libero S4  | 200 m st libero S4  | 50 m dorso S4 | 50 m rana SB3  | 150 m misti SM4 | 4x50 m st libero 20 pts        | 4x50 m mista 20 pts             |
| 2014 Eindhoven Paesi Bassi  | Oro 44"11          | Oro 1'33"89         | Oro 3'25"00         | 4ª 1'01"36    | ---            | ---             | 4ª 3'00"96                     | Bronzo 3'16"87                  |
| 2016 Funchal Portogallo     | Oro 41"12          | Oro 1'28"02         | Oro 3'10"61         | Argento 54"80 | Bronzo 1'04"40 | squalificata    | Bronzo 2'33"61 frazione: 40"75 | Argento 2'47"74 frazione: 40"09 |
| 2018 Dublino Irlanda        | Oro                | ---                 | Bronzo              | ---           | Oro            | ---             | Oro                            | Argento                         |
| 2021 Funchal Portogallo     | Oro                | Oro                 | ---                 | Argento       | ---            | ---             | Oro                            | Oro                             |